# Landesbergen
Pour l’article homonyme, voir Frits Landesbergen.
Landesbergen  est une commune allemande de l'arrondissement de Nienburg/Weser, Land de Basse-Saxe.

## Géographie
Landesbergen se situe le long de la Weser, dans le parc naturel du lac de Steinhude.
La commune comprend les quartiers de Landesbergen, Brokeloh, Hahnenberg et Heidhausen.
|            | Estorf       | Husum                  |
| Steyerberg | Landesbergen | Neustadt am Rübenberge |
| Stolzenau  | Leese        | Rehburg-Loccum         |

## Histoire
Landesbergen est mentionné pour la première fois en 1055.
En mars 1974, Brokeloh et Hahnenberg fusionnent avec Landesbergen.

## Culture
Depuis 2004 se tient à Brokeloh un jeu de rôle grandeur nature, Conquest of Mythodea. Il réunit chaque année 6 000 participants du monde entier.

## Économie et infrastructures
Économie
La centrale électrique de Landesbergen fonctionne au gaz naturel depuis son ouverture en 1962. Un seul des quatre blocs à l'origine sert encore. Depuis 2009, un générateur tournant avec de la biomasse comme le bois est mis en service.
Infrastructures
La commune se trouve sur la Bundesstraße 215 et sur la ligne de Nienburg à Minden.

## Personnalités liées à la commune
- Willi Heineking (1933-2008), homme politique.